# Promerisus lycii
Promerisus lycii är en stekelart som beskrevs av Jean-Jacques Kieffer 1910. Promerisus lycii ingår i släktet Promerisus och familjen puppglanssteklar. Inga underarter finns listade i Catalogue of Life.